# Camila Jourdan
Pour les articles homonymes, voir Jourdan.
Rodrigues Jourdan est un nom portugais ; le premier nom de famille (d'usage facultatif) est Rodrigues et le second est Jourdan.
Camila Aparecida Rodrigues Jourdan, née en 1980, est une philosophe, militante anarchiste et professeure d'université brésilienne. Spécialiste de la pensée de Ludwig Wittgenstein et enseignante à l'Université d'État de Rio de Janeiro (UERJ), elle est également connue pour avoir été la cible de poursuites judiciaires tronquées par les autorités brésiliennes en raison de sa participation aux manifestations de 2014 au Brésil (pt). Accusée par les forces de sécurité du pays d'avoir préparé et fabriqué des cocktails Molotov, elle est initialement condamnée à six ans de prison, mais est finalement entièrement acquittée en 2024 par le tribunal suprême fédéral brésilien.

## Biographie

### Jeunesse et études
Camila Aparecida Rodrigues Jourdan naît en 1980, et est originaire du nord de Rio de Janeiro. Son grand-père est général dans l'armée brésilienne. Orpheline de père à l'âge de 12 ans, elle devient mère d'une fille en 2001 ou 2002. Après avoir étudié la philosophie à l'Université d'État de Rio de Janeiro (UERJ) et à la Sorbonne, à Paris, elle soutient une thèse sur Ludwig Wittgenstein. Son mémoire de maîtrise est intitulé « Como uma regra se liga com suas aplicações: o problema da 'determinação infinita' na filosofia do segundo Wittgenstein », et sa thèse de doctorat, « Impredicatividade, Generalidade e o Desenvolvimento do Pensamento de Wittgenstein ».
Elle commence à enseigner à l'Université d'État de Rio de Janeiro en tant que professeure assistante, avant de devenir professeure titulaire.

### Manifestations de 2014
En 2014, lors des manifestations qui secouent le Brésil en opposition à l'organisation de la Coupe du monde de football 2014, auxquelles elle participe activement, Camila Jourdan est prise pour cible par les forces de sécurité brésiliennes et présentée comme l'une des dirigeantes du mouvement social. Son appartement, qu'elle partage avec son compagnon de l'époque, Igor D'Icarahy, est perquisitionné par la police sans mandat,. Après y avoir trouvé des feux d'artifice et d'autres objets, ainsi que des messages faisant référence à des crayons, elle est accusée de planifier la fabrication de cocktails Molotov et arrêtée ensuite. L'acte d'accusation, cependant, est fragile et elle est accusée d'être co-conspiratrice avec un certain Mikhaïl Bakounine, l'un des fondateurs de l'anarchisme, mort en 1876,. Après avoir été emprisonnée pendant 12 jours dans la prison de Bangu lors des manifestations, elle est rapidement libérée en attendant son procès. Face à ces accusations, elle reçoit un soutien important de la communauté universitaire brésilienne, qui se mobilise pour la défendre et exprime son inquiétude quant aux répercussions sur les opinions politiques des universitaires brésiliens,.
Initialement condamnée à six ans de prison, elle est finalement entièrement acquittée en 2024 par le tribunal suprême fédéral brésilien.